# Torserydssjön
Torserydssjön är en sjö i Ljungby kommun i Småland och ingår i Lagans huvudavrinningsområde. Sjön är 12,5 meter djup, har en yta på 2,1 kvadratkilometer och befinner sig 163 meter över havet. Vid provfiske har bland annat abborre, gers, gädda och gös fångats i sjön.

## Delavrinningsområde
Torserydssjön ingår i det delavrinningsområde (630062-135869) som SMHI kallar för Utloppet av Torserydssjön. Medelhöjden är 167 meter över havet och ytan är 7,62 kvadratkilometer. Det finns inga avrinningsområden uppströms utan avrinningsområdet är högsta punkten. Vattendraget som avvattnar avrinningsområdet har biflödesordning 3, vilket innebär att vattnet flödar genom totalt 3 vattendrag innan det når havet efter 127 kilometer. Avrinningsområdet består mestadels av skog (41 %) och sankmarker (22 %). Avrinningsområdet har 2,1 kvadratkilometer vattenytor vilket ger det en sjöprocent på 27,6 %.

## Fisk
Vid provfiske har följande fisk fångats i sjön:
- Abborre
- Gärs
- Gädda
- Gös
- Mört